# 奧日什

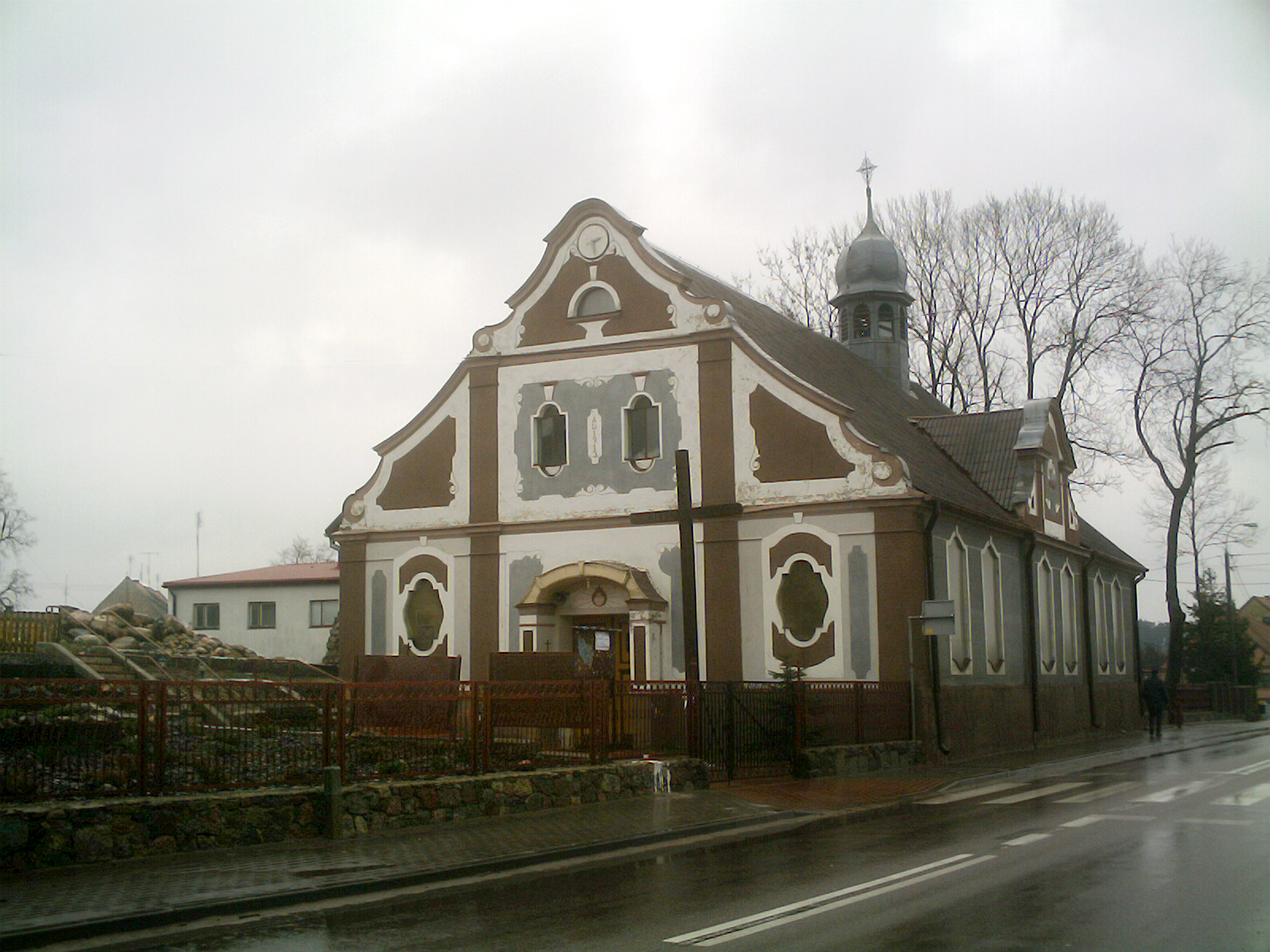

奧日什（波蘭語： [ˈɔʐɨʂ]）是波蘭的城鎮，位於該國東北部，由瓦爾米亞-馬祖里省負責管轄，始建於十五世紀，面積8.16平方公里，2006年人口5,804。第一次世界大戰期間，俄羅斯在1914年11月至1915年2月期間佔領該鎮。
53°48′20″N 21°56′45″E / 53.80556°N 21.94583°E